# Trentepohlia (Paramongoma) leucoxena
Trentepohlia (Paramongoma) leucoxena is een tweevleugelige uit de familie steltmuggen (Limoniidae). De soort komt voor in het Neotropisch gebied.